# Нагорск
Нагорск — посёлок городского типа, административный центр Нагорского района Кировской области России, образует Нагорское городское поселение.

## География
Посёлок расположен на правом берегу Вятки вблизи устья реки Кобры, в 100 км к северо-востоку от Кирова. Имеется автодорога к посёлку от города Слободской, продолжающаяся далее на север к населённым пунктам Синегорье, Кобра, Орлецы.

## История
Населённый пункт основан в 1595 году. Решением исполнительного комитета Кировского областного Совета депутатов трудящихся от 6 сентября 1965 года село Нагорское отнесено к категории рабочих посёлков с присвоением наименования Нагорск.
С 1 января 2006 года согласно Закону Кировской области от 07.12.2004 № 284-ЗО посёлок Нагорск образует муниципальное образование Нагорское городское поселение.

## Население
| 1959  | 1970  | 1979  | 1989  | 2002  | 2009  | 2010  |
| ----- | ----- | ----- | ----- | ----- | ----- | ----- |
| 2013  | ↗4253 | ↗5346 | ↗5824 | ↘5138 | ↘4745 | ↗4903 |
| 2012  | 2013  | 2014  | 2015  | 2016  | 2017  | 2018  |
| ↘4765 | ↘4686 | ↘4635 | ↘4593 | ↘4500 | ↘4476 | ↘4406 |
| 2019  | 2020  | 2021  |       |       |       |       |
| ↘4325 | ↘4202 | ↘4106 |       |       |       |       |

## Экономика
По данным сайта Центра занятости населения Кировской области в Нагорском районе преобладает лесоперерабатывающей сектор экономики, государственный сектор (больницы, школы), торговля, ряд швейных предприятий.